# Wojciech Pilichowski
Wojciech Pilichowski (ur. 16 kwietnia 1969 w Warszawie) – polski basista, muzyk sesyjny, kompozytor. Członek Akademii Fonograficznej ZPAV. 

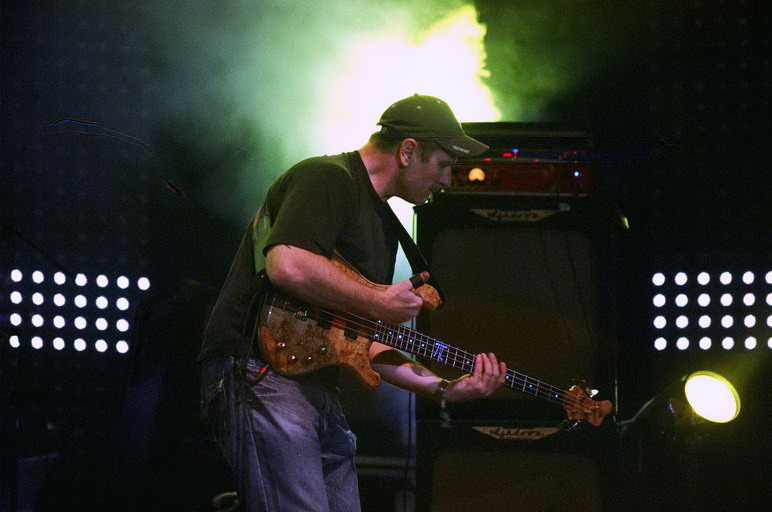
Wojtek Pilichowski podczas koncertu

Współpracował z różnorodnymi muzykami, jak m.in. Michał Urbaniak, Gregg Bissonette (David Lee Roth, Joe Satriani), Simon Phillips, Tony Royster Jr., Thomas Lang, Ricky Latham, Maryla Rodowicz, Nicko McBrain (Iron Maiden), Jonathan Mover, Marco Minnemann (H-Blockx), Vinnie Moore, Kasia Groniec, Chris de Burgh, Enrique Iglesias, Basia Trzetrzelewska, Funky Filon, Edyta Górniak, Kasia Kowalska, Natalia Kukulska, Zbigniew Hołdys, Krzysztof Misiak, Jan Borysewicz. Nagrał kilkadziesiąt płyt jako muzyk sesyjny.
Działał również w Trio Basowym (Jurecki, Ścierański, Pilichowski), supergrupie Woobie Doobie (Olszak, Dąbrówka, Nowakowski, Grymuza, Pilichowski).
W połowie lat 90. założył wraz z Robertem Leszczyńskim, krótko działający zespół Karate Musiq.
W 2006 razem z grupą Yeednoo wydał album Yeednoo.
Otrzymywał nagrodę Dla Najlepszego Basisty według miesięcznika Gitara i Bas kolejno w latach 1995, 1996, 1997, 1998, 1999, 2000, 2001, 2003, Dla Najlepszej Sekcji Rytmicznej według miesięcznika Gitara i Bas w latach 2001 (z perkusistą Michałem Dąbrówką) i 2003 (z Tomkiem Łosowskim) oraz nagrodę Playbox (przyznawaną przez wszystkie większe stacje radiowe w Polsce) dla najlepszego basisty w latach 1996, 1997, 1998, 2001.
Artysta prowadzi zespół Pilichowski Band (Pilichowski, Olszak, Trzpioła, Machański, Staś) oraz gra w grupie ΠR2 (Pilichowski, Raduli, Łosowski).
W 2008 roku Pilichowski Band nagrał pierwszą w Polsce jazz-rockową koncertową płytę DVD – Electric Live at Art.Bem. Na płycie wystąpili również Marek Raduli, Marcin Nowakowski oraz basiści, w tym byli uczniowie Wojtka: Michał Grott, Paweł Bomert, Łukasz Dudewicz, oraz Bartek Królik i Bartek Wojciechowski.
Uczy młodych basistów, udzielając się w warsztatach muzycznych (m.in. w Muzycznej Owczarni w Jaworkach, Końskich, Grodkowie, Stalowej Woli, Kargowej czy Zamku w Kliczkowie).

## Dyskografia

### Albumy
| Wojtek Pilichowski                         | - Data: 1994 - Wydawca: Bogdan Studio                  | –  |                 |
| Granat                                     | - Data: 1996 - Wydawca: PolyGram Polska                | –  | - POL: 10 tys.+ |
| Lodołamacz (jako P.U.F. – Pilich und Funk) | - Data: 1998 - Wydawca: PolyGram Polska                | –  |                 |
| Π                                          | - Data: 10 września 2001 - Wydawca: Pomaton EMI        | –  |                 |
| Definition of Bass                         | - Data: 2005 - Wydawca: Axel Springer Polska           | –  |                 |
| Fair of Noise                              | - Data: 5 marca 2010 - Wydawca: Universal Music Polska | 44 |                 |
| Intro                                      | - Data: 3 października 2014 - Wydawca: Fonografika     | –  |                 |
| „–” album nie był notowany.                |                                                        |    |                 |

### Notowane utwory
| Tytuł         | Rok  | Pozycja na liście | Album |
| Tytuł         | Rok  | LP3               | Album |
| ------------- | ---- | ----------------- | ----- |
| „Blue Monday” | 2014 | 49                | Intro |

### Teledyski
| Tytuł                                        | Rok  | Reżyseria                               | Album      | Źródło |
| -------------------------------------------- | ---- | --------------------------------------- | ---------- | ------ |
| „Samotna gwiazda” (gościnnie: Jarosław Wajk) | 1996 | –                                       | Granat     | [ 14 ] |
| „Idol” (gościnnie: Jarosław Wajk)            | 1996 | –                                       | Granat     | [ 15 ] |
| „Szyjmy na basie”                            | 1998 | –                                       | Lodołamacz | [ 16 ] |
| „Inversion” (gościnnie: Katarzyna Stanek)    | 2014 | Paweł Szubartowski, Piotrek Tomaszewski | Intro      | [ 17 ] |

### Inne
| Album                                                           | Rok  | Album                                                     | Rok  |
| --------------------------------------------------------------- | ---- | --------------------------------------------------------- | ---- |
| Live – Three Generation Trio                                    | 1992 | Plaga Rocka                                               | 2001 |
| Strange Girl – Gosia                                            | 1992 | Elektrenika – Reni Jusis                                  | 2001 |
| Wojna w mieście – Jan Bo                                        | 1992 | Jagoda – Jagoda                                           | 2001 |
| Songs For Friends – Zbigniew Lewandowski                        | 1993 | The Right Time – R’n’G                                    | 2001 |
| Dotyk – Edyta Górniak                                           | 1994 | Z głębi serc – Natalia Kukulska                           | 2002 |
| Odpad atomowy – Surzyn Band                                     | 1994 | Zakochani – soundtrack                                    | 2002 |
| W transie – Lady Pank                                           | 1995 | Kolędy na żywo – Natalia Kukulska                         | 2002 |
| Tural Star – Tural                                              | 1995 | Besta besta – Lady Pank                                   | 2002 |
| Moja wolność – Jan Bo                                           | 1995 | E=mc² – soundtrack                                        | 2002 |
| Meksykański symbol szczęścia – Marek Raduli                     | 1995 | Albo on, albo ja – Andrzej Cierniewski                    | 2002 |
| Tribute to Eric Clapton – bas w utworze „Sunshine of Your Love” | 1995 | Antidotum – Kasia Kowalska                                | 2003 |
| Światło – Natalia Kukulska                                      | 1996 | Marianna – Yeednoo (singel)                               | 2003 |
| Czekając na... – Kasia Kowalska                                 | 1996 | Borysewicz & Kukiz – Borysewicz & Kukiz                   | 2003 |
| Ale jestem – Anna Maria Jopek                                   | 1997 | Idol Top Ten                                              | 2003 |
| Nocne graffiti – soundtrack                                     | 1997 | Kaja 2 – Kaja Paschalska                                  | 2003 |
| Dyskoteka szarego człowieka II – T-raperzy znad Wisły           | 1997 | RMF FM – Moja i twoja muzyka – składanka                  | 2003 |
| Julita i Paula – Julita i Paula                                 | 1997 | SQUAD – SQUAD (insert w Estradzie i Studio)               | 2003 |
| Puls – Natalia Kukulska                                         | 1997 | CV – Tomasz Łosowski                                      | 2004 |
| Pozytywne Wibracje vol. 1 – Members of Pozytywne Wibracje       | 1997 | Ultra – Krzysia Górniak                                   | 2004 |
| 2 B in Art – Bogusław Bagsik                                    | 1998 | Hania Stach – Hania Stach                                 | 2004 |
| Autoportret – Natalia Kukulska                                  | 1999 | Dedykacja – Sylwia Wiśniewska                             | 2004 |
| Zaczaruję Wam święta – Coca-Cola – składanka                    | 1999 | Samotna w wielkim mieście – Kasia Kowalska                | 2004 |
| Lato, przyjaźń, Coca-Cola 99 – składanka                        | 1999 | Smooth Night – Marcin Nowakowski                          | 2005 |
| Jedna na cały świat – Renata Dąbkowska                          | 1999 | Pan Fikoł – Funky Filon                                   | 2005 |
| Autorytet – Funky Filon                                         | 2000 | 2xM – Mollęda                                             | 2007 |
| Dzień i Noc – Justyna Steczkowska                               | 2000 | Ogień nocy – Robert Breen                                 | 2007 |
| 5 – Kasia Kowalska                                              | 2000 | Kameleon – Marcin Duński                                  | 2007 |
| Tyle słońca – live – Natalia Kukulska                           | 2000 | Road To The Unknown – Mikołaj Majkusiak                   | 2007 |
| Cała ty – Sylwia Wiśniewska                                     | 2000 | Hey Jimi – Polskie gitary grają Hendrixa: „Power Of Soul” | 2008 |
| Hołdys.com – Zbigniew Hołdys                                    | 2000 | Rock Loves Chopin                                         | 2008 |
| Ucieknijmy stąd – Ania Szarmach                                 | 2000 | Antepenultimate – Kasia Kowalska                          | 2008 |

## Publikacje
- Wojciech Pilichowski, 3 x bas: nowe techniki: nowe metody nauki dla basistów już grających: klangowanie, gongowanie, szarpanie, podrywanie, slapowanie, Professional Music Press, 1997, ISBN 83-900405-9-X.

## Nagrody i wyróżnienia
| Rok  | Kategoria                                                 | Nagroda            | Uwagi      |
| ---- | --------------------------------------------------------- | ------------------ | ---------- |
| 1996 | Album roku – jazz (Granat)                                | Fryderyk           | Nominacja  |
| 1998 | Album roku – rap & hip-hop (Pilich Und Funk – Lodołamacz) | Fryderyk           | Nominacja  |
| 2014 | Najlepszy basista                                         | Guitar Awards 2013 | 1. miejsce |